# Volgelsheim
 Volgelsheim  (en alsacià Volgelse) és un municipi francès, situat a la regió del Gran Est, al departament de l'Alt Rin. L'any 1999 tenia 2.382 habitants.

## Demografia
| 1962 | 1968  | 1975  | 1982  | 1990  | 1999  |
| ---- | ----- | ----- | ----- | ----- | ----- |
| 955  | 1.181 | 1.930 | 2.570 | 2.695 | 2.382 |

## Administració
| Període   | Identitat     | Partit |
| --------- | ------------- | ------ |
| 1945-1971 | Jean Hemmerle |        |
| 1971-1977 | Charles Klem  |        |
| 1977-2005 | André Mann    |        |
| 2005-     | Benoît Roth   |        |